# Guerre nucléaire

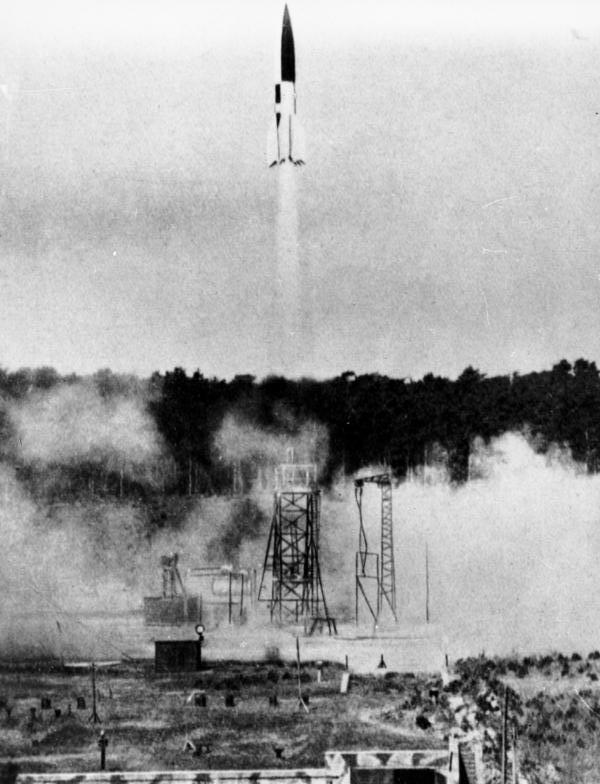
Décollage d'un missile V2 sur le site d'expérimentations de Peenemünde sur la mer Baltique, le 21 juin 1943.
Avec l'avènement de l'ère géopolitique de la guerre froide, la récupération de la technologie allemande des missiles balistiques devient la priorité absolue des deux grandes superpuissances : le centre de recherches balistiques de Peenemünde ainsi que le site de production de Dora-Nordhausen seront examinés sous toutes les coutures par les services secrets américains et soviétiques après la chute du Troisième Reich. Réaliser la synthèse entre ce vecteur et l'arme nucléaire fut atteint en 1957 avec l'apparition des missiles balistiques intercontinentaux : lanceur R-7 et fusée Atlas.

La guerre nucléaire, ou guerre atomique, est l'utilisation d'armes nucléaires en temps de guerre pour infliger des dégâts majeurs à l'ennemi.
Par rapport à la guerre conventionnelle, la guerre nucléaire est capable de causer des dommages sur une échelle beaucoup plus importante, et en bien moins de temps. Les frappes nucléaires peuvent entraîner de graves effets à long terme, essentiellement dus aux retombées radioactives, mais également à cause du haut degré de pollution atmosphérique qui pourrait installer un hiver nucléaire durant des décennies, voire des siècles. Ainsi, on considère une guerre nucléaire, souvent évoquée dans le cadre d'une hypothétique Troisième Guerre mondiale, comme un risque majeur pour l'avenir de la civilisation moderne et de l'humanité en général.

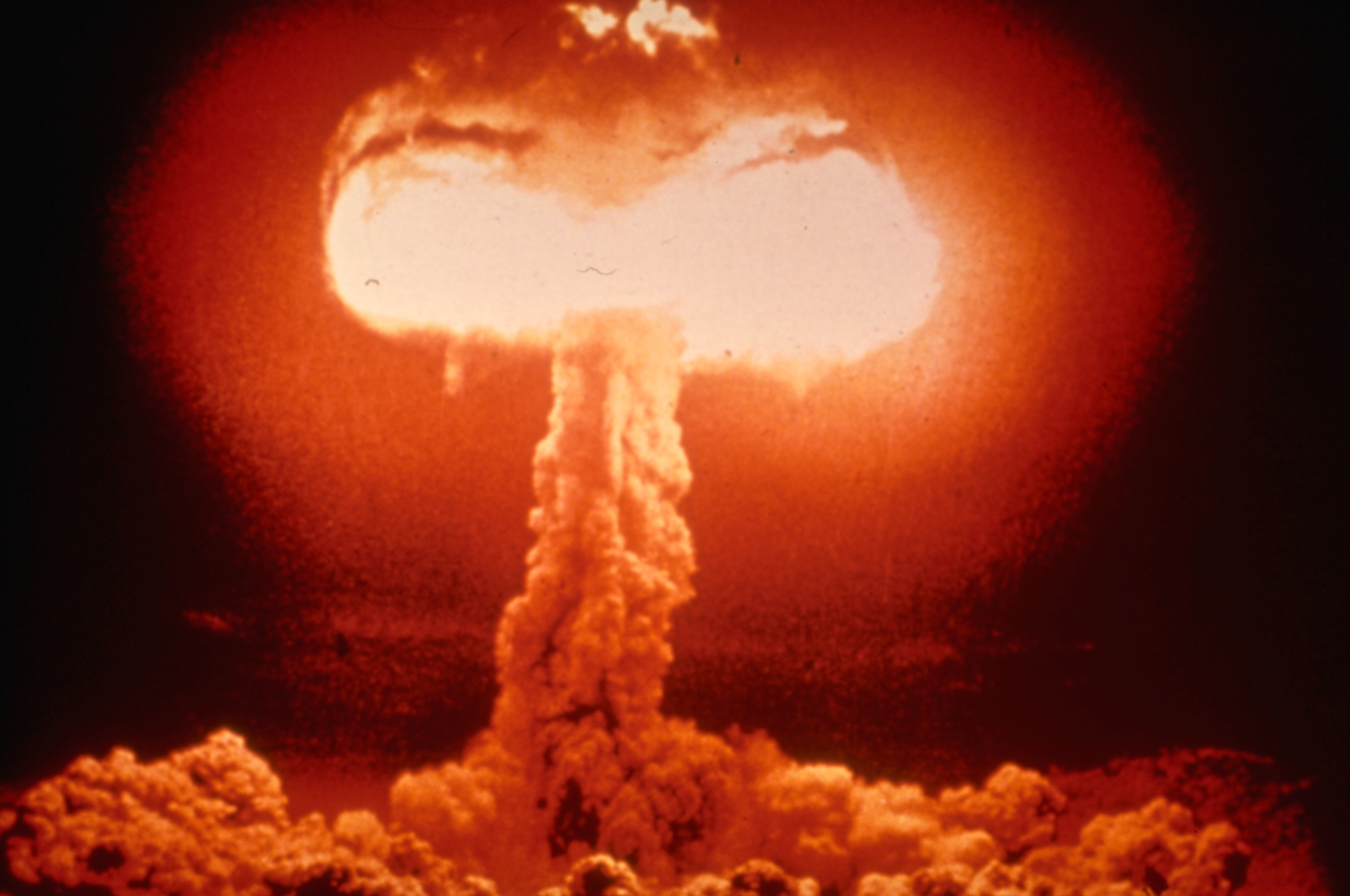
Formation du champignon atomique à la suite d'une explosion atomique.

## Historique
Ouvrage majeur de la science-fiction des années 1910, paru en 1914, La Destruction libératrice de H. G. Wells est le premier grand roman où l'on imagina l'utilisation de l'arme atomique. L'utilisation de l'atome à des fins militaires a fait une entrée fracassante dans la réalité historique avec les bombardements atomiques d'Hiroshima et de Nagasaki, les 6 et 9 août 1945. La destruction de ces villes par une seule arme, au lieu des milliers de tonnes de bombes conventionnelles utilisées jusque-là dans les bombardements stratégiques, puis le syndrome d'irradiation aiguë provoqué par les radiations ont marqué les esprits.
L'invention de la bombe H dans les années 1950, avec une capacité de destruction permettant de dévaster des régions entières sur le coup et empoisonner l'environnement à long terme, a donné aux grandes puissances la capacité de détruire une grande partie de la civilisation, dans le dangereux contexte de la guerre froide.
La guerre nucléaire a failli se produire par accident à de nombreuses occasions : à quatorze reprises entre 1956 et 1962 entre les États-Unis et l'Union soviétique, à la suite de fausses alertes, d'erreurs humaines ou informatiques ; parmi celles-ci, onze ont été des incidents durant la phase la plus critique de la crise des missiles de Cuba,.
Aux heures les plus graves du conflit frontalier sino-soviétique de 1969, des sources soviétiques attestent qu’une attaque nucléaire contre le Lob Nor a été envisagée : Henry Kissinger, dans ses mémoires À la Maison-Blanche,, écrit qu'en janvier 1969, le président Nixon fut consulté par les Soviétiques sur une éventuelle frappe préventive sur les installations nucléaires chinoises, ce qu'il refusa.
En 1973, durant la guerre du Kippour, des rumeurs non confirmées indiquent qu'Israël était prêt à faire usage de l'arme atomique, alors que la situation sur le front du Golan était critique.
En 1983, une défaillance des systèmes d'alerte soviétiques faillit amener à une frappe préventive qui ne fut évitée que par la décision de Stanislav Petrov d'ignorer l'alarme.
À la suite d'attentats, la confrontation conventionnelle et nucléaire atteint son paroxysme en mai-juin 2002 entre l'Inde et le Pakistan. Il s'agit alors de la plus grande menace de guerre nucléaire depuis la crise de Cuba en 1962.
A contrario, on a appris qu'en 1998 (et/ou) en 2000, la carte personnelle du Président des États-Unis Bill Clinton, contenant les codes nucléaires, aurait disparu pendant plusieurs mois ; l’ancien président Jimmy Carter, durant sa présidence entre 1976 et 1980, aurait oublié la sienne dans un costume qui avait été envoyé chez le nettoyeur,.
La prolifération nucléaire, tant au niveau des puissances nucléaires que des pays cherchant à produire ou à acquérir l'arme, ou des organisations terroristes cherchant à se procurer des bombes sales, est un phénomène qui accroît le risque d'une guerre nucléaire déclenchée par accident ou erreur. Le traité sur la non-prolifération des armes nucléaires de 1968 et les accords créant des zones exemptes d'armes nucléaires ont permis de limiter ce risque.

## Stratégie
La dissuasion nucléaire constitue un des faits majeurs de la guerre froide, non que l’arme nucléaire en soit à l’origine, mais parce qu’elle joue un rôle central dans les relations internationales. Dans ce contexte, la théorisation de stratégies d'utilisation ou de non-utilisation de l'arme nucléaire occupe une part importante des cercles d'études des grandes puissances.
En raison de la multiplication des acteurs et des vecteurs nucléaires pouvant mettre en jeu ce que certains appellent l'arme ultime, y compris les groupes non étatiques pouvant provoquer un terrorisme nucléaire, les stratégies de guerre nucléaire sont extrêmement diverses allant, entre autres, d'une riposte totale pour toute agression (Doctrine Dulles) à des attaques graduées (Doctrine MacNamara) dans le cadre du Single Integrated Operational Plan pour les États-Unis ou à une politique du « faible au fort » pour la France.
| Cible | Arme           | Arme   | Ogive | Ogive          | Total | Total          |
| --- | -------------- | ------ | ----- | -------------- | ----- | -------------- |
| | Type           | Nombre | Type  | Puissance (kt) | Ogive | Puissance (kt) |
| Système de Moscou |                |        |       |                |       |                |
| Radar Dunay | Polaris A3     | 2      | W58   | 200            | 6     | 1 200          |
| 8 complexes de lancement d'ABM | Minuteman I/II | 64     | W56   | 1 000          | 64    | 64 000         |
| Sous-total |                | 66     |       |                | 70    | 65 200         |
| Système de Tallin |                |        |       |                |       |                |
| Complexe de lancement de Tallinn | Minuteman I/II | 8      | W56   | 1 000          | 8     | 8 000          |
| Complexe de lancement de Liepaja | Minuteman I/II | 8      | W56   | 1 000          | 8     | 8 000          |
| Complexe de lancement de Tcherepovets | Minuteman I/II | 8      | W56   | 1 000          | 8     | 8 000          |
| Complexes de lancement de Leningrad | Minuteman I/II | 24     | W56   | 1 000          | 24    | 24 000         |
| Sous-total |                | 48     |       |                | 48    | 48 000         |
| Radars d'alerte précoce** |                |        |       |                |       |                |
| Radar Dnestr (Skrunda-1) | Polaris A3     | 2      | W58   | 200            | 6     | 1 200          |
| Radar Dnestr (Olenegorsk) | Polaris A3     | 2      | W58   | 200            | 6     | 1 200          |
| Sous-total |                | 4      |       |                | 12    | 2 400          |
| Total |                | 118    |       |                | 130   | 115 600        |
| *Source : History of U.S. Strategic Air Command January-Juin 1968, février 1969, p. 300 **Deux autres radars sont installés près de la Chine et ne peuvent détecter des lancements de missiles par-dessus l’Arctique |                |        |       |                |       |                |

L'emploi d'armes de destruction massive à très grande échelle entraînerait des conséquences terrifiantes sur la biosphère dont éventuellement un hiver nucléaire. Le scénario généralement imaginé durant la guerre froide est le suivant :
- Une puissance possédant une arme nucléaire déclare la guerre à une autre puissance. Le jeu des alliances conduit d'autres puissances à rejoindre l'un ou l'autre camp.
- Le conflit devient mondial ; chaque puissance cherche donc à y remédier au plus vite.
- Les puissances possédant des armes nucléaires vont donc frapper l'ennemi avec leurs armes.
- Ceci conduit de facto à une guerre nucléaire.

Voici les objectifs, au cours d'une guerre nucléaire, vraisemblablement à but absolu:
1. L'agresseur frappe les centres industriels et de production de son adversaire. Il tente d'annihiler toute force de seconde frappe ennemie.
2. Le défenseur, s'il dispose encore d'armes nucléaires, s'efforce de maximiser les pertes civiles de son adversaire en ciblant ses foyers de population. Éventuellement, duel d'armes stratégiques.
3. Soit un traité de paix est rapidement trouvé, soit s'ensuit une phase de guerre conventionnelle, éventuellement avec armes nucléaires tactiques. L'agresseur peut aussi décider de détruire son adversaire à distance, comme en 2.

On remarque qu'après la première phase, si elle est réussie pour un agresseur convenablement préparé, les chances de victoire du défenseur sont minces.
Il est donc nécessaire, pour les États confrontés à la menace d'ennemis bellicistes, de se protéger contre la « première frappe », entre autres par le renseignement et des systèmes antimissiles.

## Séquelles environnementales
Les séquelles sont potentiellement dramatiques pour l'humanité, ses agrosystèmes et les écosystèmes, à cause des effets de destruction physique et écologique, de la radioactivité, et des effets de court, moyen et long termes sur l'atmosphère et le climat,.

### Hiver nucléaire

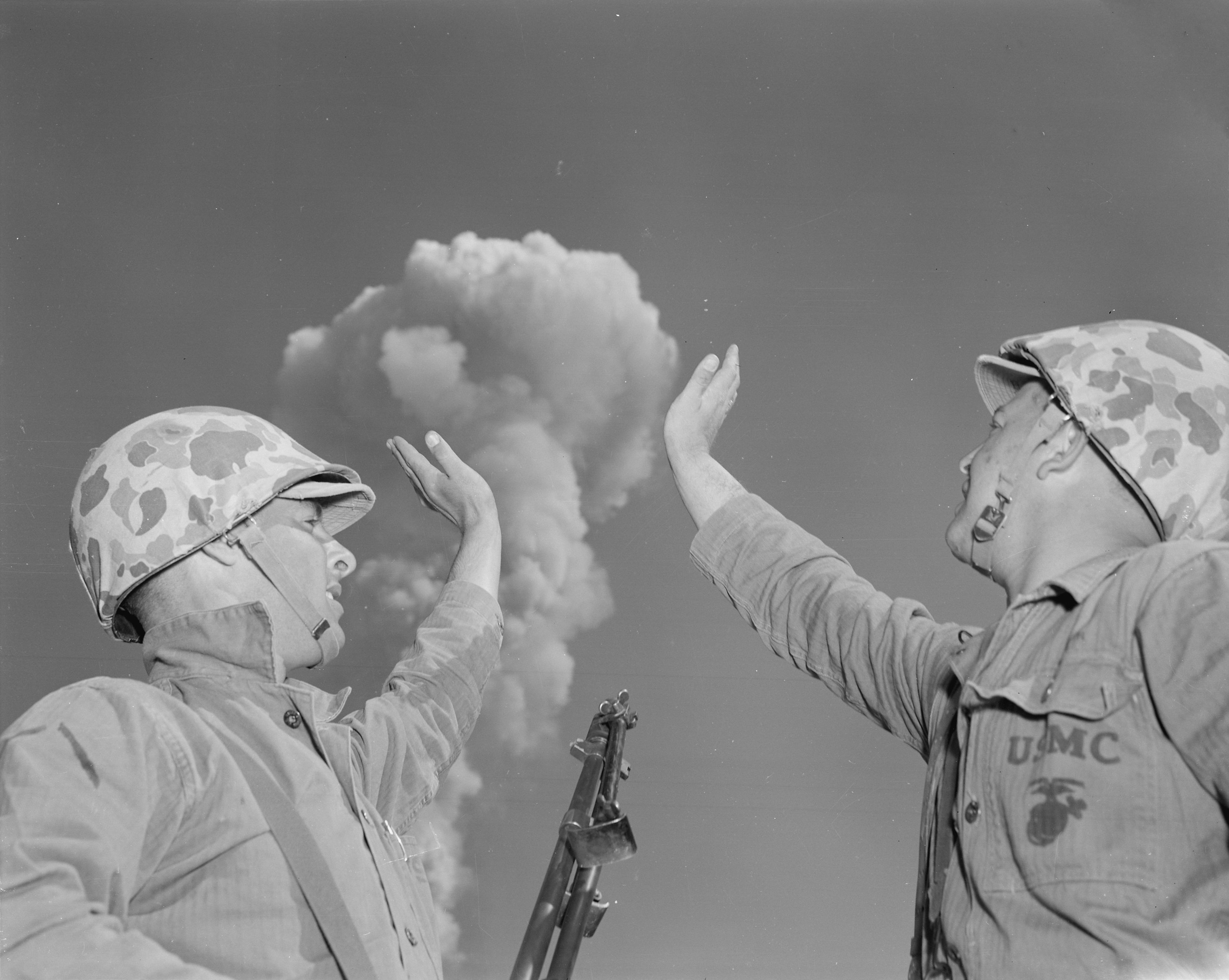
Durant la guerre froide, la possibilité d'un conflit nucléaire était prise très au sérieux et les forces armées se préparaient à cette éventualité comme le montrent ces Marines devant le champignon provoqué par un essai nucléaire en 1952.

En plus des dommages dus à l'effet de souffle et aux retombées radioactives, l'hypothèse d'effets catastrophiques sur le climat fut mise en avant par un groupe de scientifiques en 1983.
À partir de 30 kt, le nuage de l'explosion peut atteindre la stratosphère, où non seulement il forme le fameux champignon, mais surtout diffuse les déchets qu'il a emportés dans ses courants ascendants. Les plus légers peuvent avoir le temps de se laisser entraîner par les courants stratosphériques.
Si lors d'un affrontement nucléaire majeur, les États-Unis ou la Russie utilisaient, ne serait-ce que la moitié de leur arsenal militaire nucléaire, cela engendrerait le soulèvement d'une masse colossale de poussières, de micro- et nano-particules et de fumées. Les énormes quantités de poussières et de fumées rejetées auraient des conséquences comparables ou supérieures à celles d'une éruption volcanique cataclysmique, telle celle du Krakatoa en 1883 ou l'explosion du volcan Tambora en 1815, en réduisant considérablement le rayonnement solaire pendant plusieurs mois, essentiellement dans l'hémisphère nord.
Les conséquences globales d'une guerre nucléaire sont potentiellement terribles : passé un certain seuil d'utilisation, la poussière éjectée dans la haute atmosphère par les explosions nucléaires bloque le rayonnement solaire, stoppant la photosynthèse et refroidissant gravement le climat planétaire. Selon un article paru dans la revue Nature (mai 1986), selon les simulations disponibles d'impacts en termes de modifications de température et de luminosité ambiante, il suffirait que la température soit réduire de 10 °C alors que l'éclairement diminurait 28 % pour gravement affecter les écosystèmes prandiaux, et les seuils abrupts pour leur déclin.
Diverses hypothèses ont été émises concernant les effets des atteintes au climat terrestre :
- La chaîne alimentaire serait durement atteinte : par manque de photosynthèse, les plantes ne peuvent se nourrir, et meurent. La disparition des plantes entraînerait la disparition des herbivores, et conséquemment la disparition de tous les carnivores, avec ainsi la mise en danger de l'humanité et de nombreux écosystèmes.
- Un refroidissement général dit hiver nucléaire, détruirait ou altérerait une grande partie de la flore et donc des récoltes, causant in fine une « famine nucléaire ».
- De plus, les retombées dus aux explosions d'armes nucléaires pourraient endommager la couche d'ozone et ainsi supprimer ou réduire la filtration des rayons ultraviolets, qui causeraient des dégâts supplémentaires[12].

Les océans post-guerre nucléaire, selon de modélisations (pour six scénarios de guerre nucléaire) seraient également affectés et le refroidissement global pourrait y générer une forte réponse dans le Pacifique équatorial (une sorte d'El Niño (Nuclear Niño), mais persistant jusqu'à sept ans, caractérisé par des anomalies d'alizés d'ouest et un arrêt de l'upwelling du Pacifique équatorial, une moindre photosynthèse, des modifications de la circulation océanique, réduisant probablement de 40 % de la productivité phytoplanctonique du Pacifique équatorial, compromettant aussi les ressources halieutiques, et pas seulement agricole et sylvicoles. Outre des anomalies de températures de surface, l'océan mondial subirait aussi des anomalie de pluviométrie (notamment dans la zone intertropicale).
Une étude parue en août 2022 dans la revue Nature évalue les conséquences des émissions de poussières causées par un potentiel conflit nucléaire entre l'Inde et le Pakistan, concluant qu'il pourrait tuer deux milliards de personnes ; une guerre nucléaire entre les États-Unis et la Russie en tuerait plus de cinq milliards, sans compter les victimes directes et indirectes des explosions et de la radioactivité,. Le Pakistan et l'Inde pourraient disposer de 400 à 500 armes nucléaires en 2025 (d'une puissance de 12 à 45 kt à quelques centaines de kilotonnes par arme). Si l'Inde utilisait 100 armes stratégiques pour attaquer les centres urbains du Pakistan, et que ce pays répondait avec 150 têtes nucléaires : 50 à 125 millions de personnes pourraient être directement tuées. Un tel conflit libérerait aussi de 16 à 36 Tg de noir de carbone dans la haute troposphère et la stratosphère. En quelques semaines, l'ensoleillement de la planète chuterait de 20 à 35 % ; la température moyenne au sol diminuerait de 2 à 5 °C, réduisant les précipitations de 15 à 30 %, avec des différences selon les régions du monde. Il faudrait plus de 10 ans pour retrouver le climat antérieur. Dans l'intervalle, la productivité primaire chuterait de 15 à 30 % sur terre (et de 5 à 15 % en mer) générant une grande famine nucléaire et de nombreux morts secondaires.

### Effets sur la biodiversité (extinctions, biomasse…)
Une guerre nucléaire pourrait accélérer et exacerber la crise de la biodiversité (sixième extinction de masse, considérée comme « déjà en cours »). Selon Kunio Kaiho de l'université de Tohoku, une sixième extinction de masse majeure — définie comme supérieur à 60 % de perte des espèces — peut encore être évitée si l'humanité évite en 40 ans le réchauffement nucléaire, la déforestation et une guerre nucléaire (qui pourrait à elle seule causer une perte importante de biomasse, et la perte de 20 à 50 % de perte d'espèces animales (contre environ 1 % estimé pour 2010 sur les continents), mais sachant que 28 % de toutes les espèces actuellement sur Terre sont selon l'UIcN déjà considérées comme menacées de disparition en 2021) ; selon lui, à ces conditions, seuls 10 à 15 % des espèces disparaitront, sinon on assistera à « des diminutions significatives de la biodiversité et de la population humaine et un effondrement de l'équilibre écologique se produiront sur Terre »,,.
Selon les modèles utilisés par Kunio Kaiho : sans guerre nucléaire et avec une réduction des émissions de CO2 résultant du comportement humain, une protection efficace des forêts et l'introduction de mesures anti-pollution à l'avenir dans le cadre de l'Accord de Paris sur le changement climatique et les objectifs de développement durable (ODD), alors 12 à 14 % des espèces disparaitront et de 23 à 33 % dans le pire des cas ; ces taux de perte doubleront en cas de guerre nucléaire majeure avec probablement 28 à 31 % de perte d'espèces pour le scénario de respect des accords de paris, et 43 à 51 % dans le pire scénario (poursuite du réchauffement, de la pollution et de la déforestation jusqu'en 2100-2200). « Pour éviter une extinction massive (> 10 % de perte d'espèces animales), les humains doivent réduire en 20 à 30 ans des émissions de GES de manière à ne pas dépasser +2,5°C en 2100 par rapport à 1861-1880 (…) ce scénario implique une diminution de la pollution et de la déforestation à un rythme similaire au cours de ce siècle, et la prévention d'une future guerre nucléaire ».
Sur Terre, la formation d'aérosols bloquant une partie la lumière du soleil semble avoir souvent été en cause dans les extinctions de masse (majeures et mineures) 4,14,16,,.

## Dans la culture populaire
Outre de nombreuses nouvelles de science-fiction post-apocalyptique, on peut signaler :

### Bande dessinée
- Le Piège diabolique (1960) et L'Étrange Rendez-vous (2001), deux albums de la série de bande dessinée Blake et Mortimer.

### Cinéma et télévision
- Le Dernier Rivage (0n the Beach), film américain de 1959 ; le téléfilm USS Charleston, dernière chance pour l'humanité est une reprise diffusée en 2000.
- Docteur Folamour, film américain de Stanley Kubrick sorti en 1964.
- La Bombe, un documentaire-fiction britannique de 1965.
- WarGames, film américain de 1983.
- Le Jour d'après, téléfilm américain de 1983.
- Threads, téléfilm britannique diffusé par la BBC en 1984.
- Jericho, série américaine de 2006.
- La série de films Terminator : Terminator (1984), Terminator 2 : Le Jugement dernier (1991), Terminator 3 : le soulèvement des machines (2003),  Terminator Renaissance (2009), Terminator Genisys (2015).
- The 100, série télévisée.
- La Somme de toutes les peurs, film américain de 2002 adapté du roman du même nom.
- La saison 7 de Fear the Walking Dead, série américaine de 2021.

### Jeux vidéo
- La série de jeux vidéo Fallout, qui se déroule dans un univers post-apocalyptique, elle-même inspirée de Wasteland (1988).
- Nuclear War (jeu vidéo), jeu de bataille caricatural nucléaire entre cinq puissance mondiales au tour par tour (les deux autres jeux de ce genre sont Balance of Power (jeu vidéo) de 1985 et WarGames en 1984).
- Le jeu symbolisant le plus les dangers de la guerre nucléaire serait néanmoins Théâtre Europe (mars 1985), sorti le même mois que l'arrivée au pouvoir de Mikhail Gorbatchev.
- Le jeu vidéo DEFCON[25], simulateur de guerre thermonucléaire.

### Littérature
- 30 secondes sur New York, roman de Robert Buchard (1971).
- Malevil, roman français de Robert Merle, 1972.
- Ken le Survivant, manga japonais de Tetsuo Hara et Buronson, (1983-1988).
- La Somme de toutes les peurs, roman américain de Tom Clancy, 1991.
- Mission ADN, roman français de Jean Cueilleron, 1992.
- Le 10 juin 1999, roman américain de Eric L. Harry, 1994.
- La route, roman américain de Cormac McCarthy, 2006.
- La Fin du Monde, roman de Fabrice Colin, 2009.
- Métro 2033, roman russe de Dimitry Glukhovsky, 2005.